# Tipula (Yamatotipula) misakana
Tipula (Yamatotipula) misakana is een tweevleugelige uit de familie langpootmuggen (Tipulidae). De soort komt voor in het Palearctisch gebied.